# Ляпчев, Андрей
Андрей Тасевич Ляпчев (болг. Андрей Тасев Ляпчев; 12 декабря 1866, Ресен, Македония, Османская империя — 6 ноября 1933, София, Болгария) — болгарский политик и публицист, член Демократической партии, а после 1923 года один из руководителей партии «Демократический сговор».

## Биография
Андрей Ляпчев родился в городе Ресен (ныне в Македонии). Его отец участник болгарского церковного национального движения в Македонии. Обучался в болгарских школ в городах Ресен, Битола и Пловдив, в Солунской болгарской мужской гимназии. В начале Сербско-болгарской войны 1885 года ушёл добровольцем в болгарскую армию.
Премьер-министр Болгарии в 43-м (1926—1928), 44-м (1928—1930) и 45-м (1930—1931) правительствах.

### Самостоятельные труды
- 1925 — «Стопанското положение на България»
- 1926 — «Държавата и кооперацията»
- 1927 — «Развой на българското кооперативно движение. Неговите успехи и грешки»

### Статьи
- Списание «Българско икономическо дружество»
  - 1898 — «Дружествата от правно и икономическо гледище»
  - 1900 — «Каменните въглища като предмет за износ»
  - 1902 — «Бюджетът и Народната банка със Земеделските каси»
  - 1903 — «Към предстоящите търговски договори»
  - 1904 — «Митнишката тарифа»
  - 1905 — «Захарната индустрия»
  - 1905 — «Сребърните банкноти»
  - 1912 — «Търговският договор с Австро-Унгария»
  - 1914 — «Заемът»
  - 1919 — «Войната и финансите»
  - 1927 — «Програма за финансовото заздравяване и стопанското замогване на страната»
  - 1930 — «Цените на зърнените храни»
  - 1932 — «Стопанската криза и държавите»
- «Демократически преглед»
  - 1915 — «Сребърните пари»
  - 1924 — «Идеалът на демокрацията»
- «Демокрация»
  - 1920 — «Демокрацията и нейните проблеми»
  - 1921 — «Идеологията на научния социализъм»
  - 1921 — «Бюджетът»
- Списание «Съюз на популярните банки»
  - 1921 — «След конгреса»
  - 1921 — «Митнишката тарифа»
  - 1922 — «Популярните банки и работничеството»
  - 1922 — «Паричната криза»
  - 1922 — «Съюзите на Б. Ц. Кооперативна банка»
  - 1925 — «Партизанството и кооперацията»
- «Кооперативно дело»
  - 1926 — «Стопанското положение и перспективите, които то чертае»
  - 1926 — «Отношение и възгледи спрямо кооперацията»

### Речи
- 1908 — «Изложение на мотивите към законопроекта за насърчение на местната индустрия»
- 1908 — «Мотиви към законопроекта за организиране и подпомагане на занаятите»
- 1909 — «Реч по Закона за кадастра»
- 1911 — «Реч на министъра на финансите по финансовото положение на България»
- 1926 — «Реч пред икономистите академици»
- 1926 — «В защита на българската кооперация»
- 1927 — «Реч пред II Общ кооперативен конгрес»